# (35420) 1998 AG6
1998 أي جي 6 (ويعرف أيضًا باسم (35420) 1998 أي جي 6 وفق تسمية الكوكب الصغير) (بالإنجليزية: 1998 AG6)‏ هو كويكب ضمن حزام الكويكبات؛ وترتيبه 35420 من حيث الاكتشاف.
اكتُشف هذا الجُرم الفلكي بواسطة OCA–DLR Asteroid Survey ‏ في 8 يناير 1998.

## وصلات خارجية
- (35420) 1998 AG6 في قاعدة بيانات مختبر الدفع النفاث لأجرام النظام الشمسي الصغيرة

- الاكتشاف · مخطط المدار ·  العناصر المدارية · المعلمات المادية

- (35420) 1998 AG6 على موقع ويكي سكاي: DSS2, SDSS, GALEX, IRAS, Hydrogen α, X-Ray, Astrophoto, Sky Map, Articles and images